# Evandro Guerra
Evandro Motta Marcondes Guerra, född 27 december 1981 i Ibirá, är en brasiliansk volleybollspelare. Guerra blev olympisk guldmedaljör i volleyboll vid sommarspelen 2016 i Rio de Janeiro.